# Honda Vamos
Der Honda Vamos ist der Name zweier Kei-Cars, die Honda in Japan herstellte. Von 1970 bis 1973 fertigte man einen Buggy dieses Namens und zwischen 1999 und 2019 trug ein Minivan auf Basis des Honda Acty diese Bezeichnung.

## Honda Vamos (1970–1973)
Die erste Version des Vamos von 1970 war als ein Freizeit-Fahrzeug für den Einsatz abseits der normalen Straßen konzipiert. Der Vamos basierte auf dem Honda TN 360, mit dem er Motor und Fahrgestell teilte und dessen Überarbeitungen er zeitgleich mitmachte. Faltverdeck und Sitzanordnung waren überaus variabel: Zweisitzer, Viersitzer und Vollverdeck wurden für das türlose Fahrzeug angeboten. Dafür kann die Innenausstattung nur als spartanisch bezeichnet werden. Bis zur Produktionseinstellung im Jahre 1973 wurden nur 2530 Einheiten gefertigt, die mangelnde Beliebtheit dürfte am fehlenden Allradantrieb gelegen haben.

### Modelle
| Modellcode | Modell           | Zeitraum  | Bauart                  | Hubraum | kW (PS) |
| ---------- | ---------------- | --------- | ----------------------- | ------- | ------- |
| TN 360     | Vamos 2, Vamos 4 | 1970–1973 | Pick-up mit Faltverdeck | 354 cm³ | 22 (30) |

## Honda Vamos (1999–2018)
Die zweite Version des Vamos ist ein praktischer, vielseitig nutzbarer Microvan auf der Basis des Acty Kleinbus. Der Vamos ist mehr für den persönlichen Gebrauch konfiguriert, während der Acty Kleinbus für gewerbliche und industrielle Zwecke ausgerichtet ist. Er erschien 1999 als Nachfolger des Honda Street (Van) auf dem Markt.
Dementsprechend besitzt er den seit 1990 bewährten, vor allem im Hinblick auf einen geringeren Schadstoffausstoß verbesserten 0,66-l-Unterflur-Mittelmotor und Heckantrieb. Auf Wunsch gibt es als Alternative zum Heckantrieb Hondas sich automatisch zuschaltenden Allrad-Antrieb. Als Getriebe kommen entweder 4- oder 5-Gang-Automatikgetriebe oder ein 5-Gang-Schaltgetriebe zum Einsatz. Seit dem Jahre 2000 konnte der Vamos mit dem vom Z bekannten Turbo-Motor geordert werden. Und seit 2003 gab es eine Hochdach-Version namens Vamos Hobio, von der u. a. ein limitiertes Sondermodell Vamos Hobio Travel Dog für Familien, die mit Hunden verreisen, angeboten wurde.
Die Ausstattung des Vamos Hobio Travel Dog wurde auf der Grundlage von Empfehlungen von Hundebesitzern entwickelt. Honda betreibt nämlich seit 2001 eine (ausschließlich in japanischer Sprache verfasste) Website für die Kommunikation zwischen Haustierbesitzern über das Reisen mit Hunden und Katzen, z. B. über hundefreundliche Gastronomie und Hotels usw. und eben über sinnvolle Einrichtungen im Auto. Beim Vamos Hobio Travel Dog führten diese Erfahrungen neben den serienmäßigen zahlreichen besonderen Befestigungshaken und -ösen an den Seitenwänden und in der Ladefläche zu speziellen, leicht zu reinigenden Fußmatten und Türverkleidungen und einer zusätzlichen Heizung für die Rücksitze.

### Modelle
| Modellcode | Modell    | Zeitraum                  | Bauart | Hubraum | kW (PS) | Anmerkungen                   |
| ---------- | --------- | ------------------------- | ------ | ------- | ------- | ----------------------------- |
| HJ1        | Vamos Pro | seit 2003                 | Bus    | 656 cm3 | 34 (46) |                               |
| HJ2        | Vamos Pro | seit 2003                 | Bus    | 656 cm3 | 34 (46) |                               |
| HJ3        | Hobio     | seit 2003                 | Bus    | 656 cm³ | 34 (46) | mit Ladeluftkühler            |
| HJ4        | Hobio     | seit 2003                 | Bus    | 656 cm³ | 34 (46) | mit Ladeluftkühler            |
| HM1        | Vamos     | seit 1999 Turbo seit 2000 | Bus    | 656 cm³ | 34 (46) | Turbolader mit Ladeluftkühler |
| HM2        | Vamos     | seit 1999 Turbo seit 2000 | Bus    | 656 cm³ | 34 (46) | Turbolader mit Ladeluftkühler |